# Placocheilus caudofasciatus
Placocheilus caudofasciatus е вид лъчеперка от семейство Шаранови (Cyprinidae).

## Разпространение
Видът е разпространен във Виетнам, Китай (Юннан) и Лаос.